# MechWarrior Online
MechWarrior Online é um jogo de simulação de veículos free-to-play, lançado oficialmente em setembro de 2013 pela Piranha Games para Microsoft Windows. O jogo se passa dentro do universo maior BattleTech.

## Jogabilidade
Os jogadores controlam grandes veículos de combate bípedes conhecidos como battlemechs e competem contra outros jogadores. Vencer batalhas contra outros jogadores concede ao vencedor experiência e "c-bills" para futuras compras e personalização. O jogo apresenta uma variedade de modos de jogo, incluindo deathmatch, King of the Hill e modo Conquest, no qual cada equipe deve proteger e manter locais ao redor do mapa. O jogo também apresenta um sistema de guerra de facções no qual os jogadores se alinham com várias facções e devem garantir o controle dos planetas em nome de sua própria facção.

## Desenvolvimento

### Colaborando com Smith & Tinker em Mechwarrior: 3015
Jordan Weisman, co-criador do BattleTech e co-fundador da FASA, também é o fundador da empresa de software Smith & Tinker. Ele negociou a licença do BattleTech/MechWarrior de volta da Microsoft, que havia deixado a propriedade ociosa por vários anos desde que abandonou a série após Mechwarrior 4: Mercenaries em 2002 e cancelou o potencial Mechwarrior 5 da FASA Studios. Russ Bullock da Piranha Games era um fã de longa data da série e queria iniciar uma colaboração conjunta com Weisman. Ele contatou Weisman para desenvolver um projeto de protótipo que se tornaria a nova iteração na série de videogames MechWarrior. A pré-produção do novo jogo MechWarrior começou em outubro de 2008, quando os dois estúdios começaram a discutir o projeto em caneta e papel. Depois de criar uma apresentação para um cenário de protótipo, ambos os estúdios começaram a aumentar um protótipo para lançar o novo jogo para potenciais editores em março de 2009. O jogo foi intitulado Mechwarrior: 3015 e sua premissa era a seguinte: 
Este novo MechWarrior se passa no planeta Deshler no ano 3015, e coloca os jogadores no papel de Adrian Khol, um nobre rebelde que prefere festejar e fugir da responsabilidade em vez de seu treinamento e estudos. No entanto, quando a Casa Kurita lança uma invasão massiva para conquistar Deshler, resultando na morte de toda a sua família, Khol descobre um propósito para lutar.
A PGI e a Smith & Tinker desenvolveram uma fatia vertical desenvolvida no Unreal Engine 3 devido à familiaridade da PGI com o motor para Transformers 2. Eles planejaram "ter uma campanha completa para um jogador, bem como suporte para uma campanha cooperativa para quatro jogadores e um conjunto multijogador completo."
Eles combinaram com a IGN para publicar o trailer e um artigo de destaque entrevistando Weisman e Bullock sobre o projeto e a premissa. O trailer publicado com supostas filmagens do jogo foi lançado em 9 de julho de 2009, retratando um Warhammer da Casa Davion lutando contra uma Casa Kurita invasora na forma de um Jenner e um Atlas em Deshler em 3015. As palavras "filmagens do jogo", vistas claramente no trailer, causaram confusão entre os fãs. Na época em que foi criado, a intenção era atrair um editor. Então a PGI usou o motor de jogo UE3 para demonstrar como um novo jogo MechWarrior poderia ser. O UE3 foi declarado como o motor lógico de escolha, já que a PGI tinha familiaridade com o UE3 de seus projetos anteriores.

Ao lançar essa fatia vertical para as editoras, a PGI e a Smith & Tinker não tiveram sucesso em obter financiamento. As obrigações contratuais de PI com a Microsoft declaravam que o jogo só poderia ser lançado no Xbox e no PC, o que excluía automaticamente a base de usuários do PlayStation e, portanto, limitava o potencial retorno do investimento para editoras terceirizadas. Essas condições foram agravadas pela Grande Recessão e causaram uma falta de editoras dispostas a financiar o conceito singleplayer Mechwarrior: 3015 da Smith & Tinker e da PGI. Como Weisman, Ekman e Bullock escreveram no primeiro post do blog de desenvolvimento para Mechwarrior: Online: 
"O trabalho duro começou a sério após o lançamento do vídeo. Tínhamos uma agenda agressiva para visitar editoras e avaliar o interesse. No mês de agosto, nos reunimos com todas as principais editoras, apresentamos o jogo MechWarrior a um público cativo e esperamos. As respostas chegaram lentamente, começando com as editoras menores. Então, a notícia chegou das cinco grandes. A resposta foi não.
Sabíamos que, ao entrar, havia dois riscos principais. Nenhuma versão para PS3 devido a uma restrição da Microsoft e o colapso épico do mercado e a grande recessão. No final, foi principalmente a falta de uma opção para PS3 que nos fez perder. O escopo e o orçamento necessários para desenvolver uma reinicialização do console precisavam do suporte de um SKU do PS3 e simplesmente não conseguíamos convencer as editoras a correrem riscos. No final do outono de 2009, nossos sonhos de fazer um jogo MechWarrior começaram a se afastar lentamente.

No final de 2009 e em 2010, nos reunimos inúmeras vezes, reduzindo o escopo e o orçamento, relançando o conceito como um LIVE only  título, etc. etc. No final, nada ficou."

### Reequipando em Mechwarrior: Online
O corte vertical e o pitch do projeto não conseguiram atrair nenhuma editora terceirizada e a Microsoft não estava disposta a apoiar o projeto, apesar de Mechwarrior ser sua própria propriedade intelectual. Além disso, como o trailer apresentava o design Unseen Warhammer, a IGN também recebeu um Cease & Desist da Harmony Gold que os forçou a retirar o trailer, embora o trailer ainda seja facilmente encontrado no YouTube. O C&D da Harmony Gold não teve nenhum efeito na viabilidade de fechar um acordo de publicação para um projeto Mechwarrior:
Ao contrário de toda a imprensa e especulação de que Harmony Gold estava atrapalhando um acordo ou desenvolvimento, isso não teve impacto algum no desenvolvimento ou na assinatura de um acordo para MechWarrior.
Depois de não conseguir fechar um acordo de publicação, Smith & Tinker e PGI seguiram caminhos separados, mas agora a PGI tinha o ouvido da Microsoft para licenciar o IP Mechwarrior deles por meio de seu contato com Smith & Tinker. Como a PGI já tinha experiência com jogos multijogador e porque era relativamente mais barato desenvolver dentro do gênero multijogador deathmatch, eles reduziram o projeto Mechwarrior para um jogo somente multijogador e "Ofertas estavam chegando de todo o planeta, especialmente para fazer ou licenciar um jogo MechWarrior gratuito". Eles também escolheram mudar o motor para CryEngine 3 e contrataram o artista da Battletech Alex Iglesias para redesenhar os mechs, tornando assim a filmagem do trailer anterior de Mechwarrior: 3015 no jogo não mais aplicável. Os custos mais baixos de um jogo somente multijogador tornaram possível atrair capital de risco da Infinite Game Publishing para ajudar a PGI a contratar mais pessoas e colocar recursos em uma versão Alpha/beta tardia do que seria conhecido como Mechwarrior: Online.
O título oficial de MechWarrior Online veio mais tarde no desenvolvimento. Em outubro de 2011, uma campanha Twitter foi lançada como o início da campanha publicitária. Pequenos detalhes de informação, blogs de desenvolvimento e arte conceitual foram lançados sobre o título. Na Game Developer's Conference (GDC) em março de 2012, a PGI revelou o primeiro trailer de Mechwarrior: Online em seu estado beta fechado inicial. Em 22 de maio de 2012, a Piranha Games anunciou o início do teste beta fechado para Mechwarrior Online. Mais tarde, em 2012, a PGI anunciou o Founder's Program, que permitia aos jogadores comprar acesso antecipado ao beta fechado e obter de 1 a 4 mechs, dependendo de qual nível eles escolheram comprar. O Founders Program foi bem-sucedido e gerou US$ 5 milhões.
O jogo estava programado para entrar em Beta aberto em 16 de outubro de 2012, mas a data foi adiada devido a problemas de estabilidade e jogabilidade. O Beta aberto começou em 29 de outubro de 2012.
O jogo foi lançado oficialmente em 17 de setembro de 2013.
Em 1 de setembro de 2014, a Piranha Games adquiriu os direitos de publicação do jogo da Infinite Games Publishing.

## Marketing e lançamento
Como uma promoção de pré-compra, o MechWarrior Online ofereceu três níveis de pacotes Founders: Legendary, Elite e Veteran—todos os quais forneceram acesso beta avançado. Os pacotes Founders também ofereciam vantagens exclusivas dimensionadas com base no preço, incluindo meses de acesso à conta premium, moeda do jogo e Founder's Mechs. O Atlas foi o primeiro Founder's Mech a ser revelado. Ele fez sua estreia na primeira semana de agosto de 2012. Os três Mechs restantes foram o Hunchback, Jenner e Catapult, para um total de quatro. Cada Mech ostentava uma pintura única e bônus exclusivos no jogo. O programa Founders terminou oficialmente em 14 de outubro de 2012. Os Founder's Packs arrecadaram mais de US$ 5 milhões.
Os pacotes do Projeto Phoenix foram anunciados em 25 de junho de 2013. O pacote tem quatro níveis, oferecendo um novo BattleMech de cada classe de peso, juntamente com tempo premium e itens de cockpit. Os pacotes foram entregues em 15 de outubro de 2013. Um pacote adicional, o Reforço Sabre, incluindo mais dois BattleMechs de classe média, foi revelado em 28 de agosto de 2013.
Em 23 de julho de 2013, a Piranha Games adicionou um BattleMech personalizado para a filha de um jogador que morreu de câncer. Os lucros foram doados para a Canadian Cancer Society. No final da campanha de caridade, mais de US$ 122.000 foram doados.
Em 13 de dezembro de 2013, a PGI introduziu novos Pacotes de Mech que incluem Clan Mechs. Mechs banhados a ouro também foram anunciados.  A reação negativa dos jogadores sobre os mechs banhados a ouro destacou o alto preço dos pacotes para um pequeno jogo gratuito, bem como a adição de tais itens, enquanto outros recursos solicitados pelos jogadores não foram abordados.
Em 14 de setembro de 2014, a PGI introduziu um segundo Pacote de Mech de Clã que incluía a 2ª onda de Mechs de Clã. Cada pacote inclui uma trompa de guerra personalizada, caneca e cores de qualquer um dos clãs escolhidos, aumentando a cada vez que o próximo pacote era comprado. Se o jogador tivesse comprado anteriormente o pacote de nível superior do primeiro pacote de Mech de Clã, ele receberia o Mech bônus do 2º pacote. Os pacotes de clã seriam enviados aos jogadores que os encomendassem em 16 de dezembro.
Em 22 de outubro de 2014, a PGI introduziu um pacote Inner Sphere Mech, Named Resistance. Cada pacote incluía um distintivo e um pacote de facção. Cada pacote de facção era dobrado para cada nível mais alto.
O jogo foi lançado para Steam em 10 de dezembro de 2015 com um pico de contagem de jogadores simultâneos de 4.111 jogadores.

## Questões legais

### 2009: Harmony Gold derruba o trailer de Mechwarrior: 3015 com o Warhammer
Em 3 de setembro de 2009, logo após postar vídeos de prévia e imagens do jogo, a IGN recebeu uma ordem de cessar e desistir da Harmony Gold USA (proprietária da franquia Robotech), citando violação de direitos autorais sobre o uso de vários designs de BattleMech supostamente baseados em designs de mecha derivados da série Macross. Especificamente, o trailer de MechWarrior apresentou o Warhammer, que é semelhante em design ao Destroid Tomahawk das séries Macross e Robotech. O Warhammer, assim como vários outros BattleMechs, como o Marauder e o Archer, foram uma parte importante do universo e da imagem inicial do BattleTech, mas foram baseados em imagens de Macross e outras séries de anime de mechas que a FASA havia licenciado dos criadores japoneses originais, mas que a Harmony Gold reivindicou como sua propriedade dentro dos Estados Unidos. O C&D da Harmony Gold não teve nenhum efeito na viabilidade de fechar um acordo de publicação para um projeto Mechwarrior:
Ao contrário de toda a imprensa e especulação de que Harmony Gold estava atrapalhando um acordo ou desenvolvimento, isso não teve impacto algum no desenvolvimento ou na assinatura de um acordo para MechWarrior.
Em junho de 2011, Bryan Ekman, da Piranha Games, tuítou que não havia, de fato, nenhuma disputa com a Harmony Gold e que eles não eram responsáveis pelo atraso do jogo.

### 2017: Harmony Gold processa PGI, Catalyst Game Labs e Harebrained Schemes
Por volta de 2013 e 2015, todas as propriedades Battletech e Mechwarrior começaram a reintroduzir versões redesenhadas dos mechs Unseen, incluindo o Warhammer, Marauder e Rifleman. A Catalyst Game Labs começou a usar o Warhammer, Marauder e Rifleman como parte da arte da capa de vários produtos; A PGI apresentou o Marauder, Warhammer, Archer e Rifleman redesenhados por Alex Iglesias no outono de 2015; e Harebrained Schemes reutilizaram os mesmos mechs e seus modelos de Mechwarrior: Online para seu próximo videogame Battletech como parte de seu Kickstarter e no primeiro vídeo de gameplay alfa.
Em 1 de março de 2017, a Harmony Gold entrou com uma ação judicial contra a Catalyst Game Labs, PGI e Harebrained Schemes sobre o uso não apenas dos quatro mechs Unseen redesenhados, mas também do Locust. Atlas e Shadowhawk no caso do jogo Battletech da Harebrained Schemes. A Catalyst Game Labs não cumpriu o processo, enquanto o caso contra a Harebrained Schemes sobre o Atlas, Shadowhawk e Locust foi rejeitado com preconceito em 9 de abril de 2018. Isso ainda deixou os mechs invisíveis como parte do processo que ainda afetaria a Catalyst Game Labs, PGI e Harebrained Schemes. A PGI não recuou e a Harmony Gold finalmente concordou com um acordo extrajudicial não revelado, dispensando o caso com preconceito como resultado. Após a conclusão do processo, PGI, Catalyst Game Labs e Harebrained Schemes continuaram a usar os mechs Unseen redesenhados. Harebrained Schemes mais tarde reintroduziria os mechs Unseen redesenhados no pacote de expansão Heavy Metal em 2019 e a Catalyst Game Labs acompanharam seu anúncio público sobre o arquivamento do caso com uma grande obra de arte do Marauder redesenhado pelo artista Marco Mazzoni, enquanto a PGI continuaria vendendo os mechs redesenhados em Mechwarrior: Online e os apresentaria em MechWarrior 5: Mercenaries, mais tarde introduzindo um redesenho de outro dos mechs Unseen derivados do Macross, o Crusader.

## Recepção
MechWarrior Online recebeu avaliações mistas dos críticos. Os sites de avaliação agregados GameRankings e Metacritic classificaram-no como 70,60% e 68, respectivamente.
A IGN deu ao jogo uma pontuação de 7,3, afirmando que a jogabilidade é sólida e o caracterizou como uma alternativa aos jogos de tiro baseados em reflexos rápidos, pois o MechWarrior Online recompensa o jogo cauteloso, o uso cuidadoso de armas e o uso de táticas avançadas. No entanto, a IGN criticou os jogos por serem inconsistentes, pois as partidas oscilam entre rápidas e furiosas e longas e prolongadas.
A GameTrailers concedeu uma pontuação de 6,0 de 10 elogiando a capacidade dos jogadores de personalizar seus BattleMechs, mas criticando a interface de usuário incômoda e que o jogo fez um trabalho ruim ao explicar seus sistemas. A GameTrailers também declarou que, embora a jogabilidade fosse geralmente agradável, ela rapidamente se tornou repetitiva porque apenas dois modos de jogo (Assault e Conquest) estavam disponíveis no momento da análise e que o jogo não tinha uma estrutura maior conectando as batalhas.
A GameSpot deu ao MechWarrior Online uma pontuação de 60 de 100. A GameSpot elogiou os gráficos, a jogabilidade e a personalização do MechWarrior Online, mas criticou-o pela sua alta curva de aprendizagem, falta de modos de jogo e falta de mapas que suportassem a jogabilidade 12v12.
Atrasos em recursos importantes, decisões de design e falta de comunicação dos desenvolvedores levaram a uma crescente reação da comunidade ao longo de 2013.

## Ligações Externas
- Sítio oficial